# Rondeletia naguensis
Rondeletia naguensis là một loài thực vật có hoa trong họ Thiến thảo. Loài này được Britton & P.Wilson miêu tả khoa học đầu tiên năm 1923.